# Жарський повіт
Жарський повіт (пол. powiat żarski) — один з 12 земських повітів Любуського воєводства Польщі.
Утворений 1 січня 1999 року в результаті адміністративної реформи.

## Загальні дані
Повіт знаходиться у південно-західній частині воєводства.
Адміністративний центр — місто Жари.
Станом на 1.01.2008 населення становить 98 610 осіб, площа 1392,78 км².

## Демографія
Демографічні дані повіту станом на 30.06.2005:
|       | Всього | Всього | Жінки  | Жінки | Чоловіки | Чоловіки |
| ----- | ------ | ------ | ------ | ----- | -------- | -------- |
|       | осіб   | %      | осіб   | %     | осіб     | %        |
| Повіт | 98 981 | 100    | 51 103 | 51,6  | 47 878   | 48,4     |
| Міста | 60 938 | 100    | 31 845 | 52,3  | 29 093   | 47,7     |
| Села  | 38 043 | 100    | 19 258 | 50,6  | 18 785   | 49,4     |